# Silvius oshimaensis
Silvius oshimaensis är en tvåvingeart som beskrevs av Hayakawa, Takahasi och Suzuki 1982. Silvius oshimaensis ingår i släktet Silvius och familjen bromsar. Inga underarter finns listade i Catalogue of Life.